# Chibia

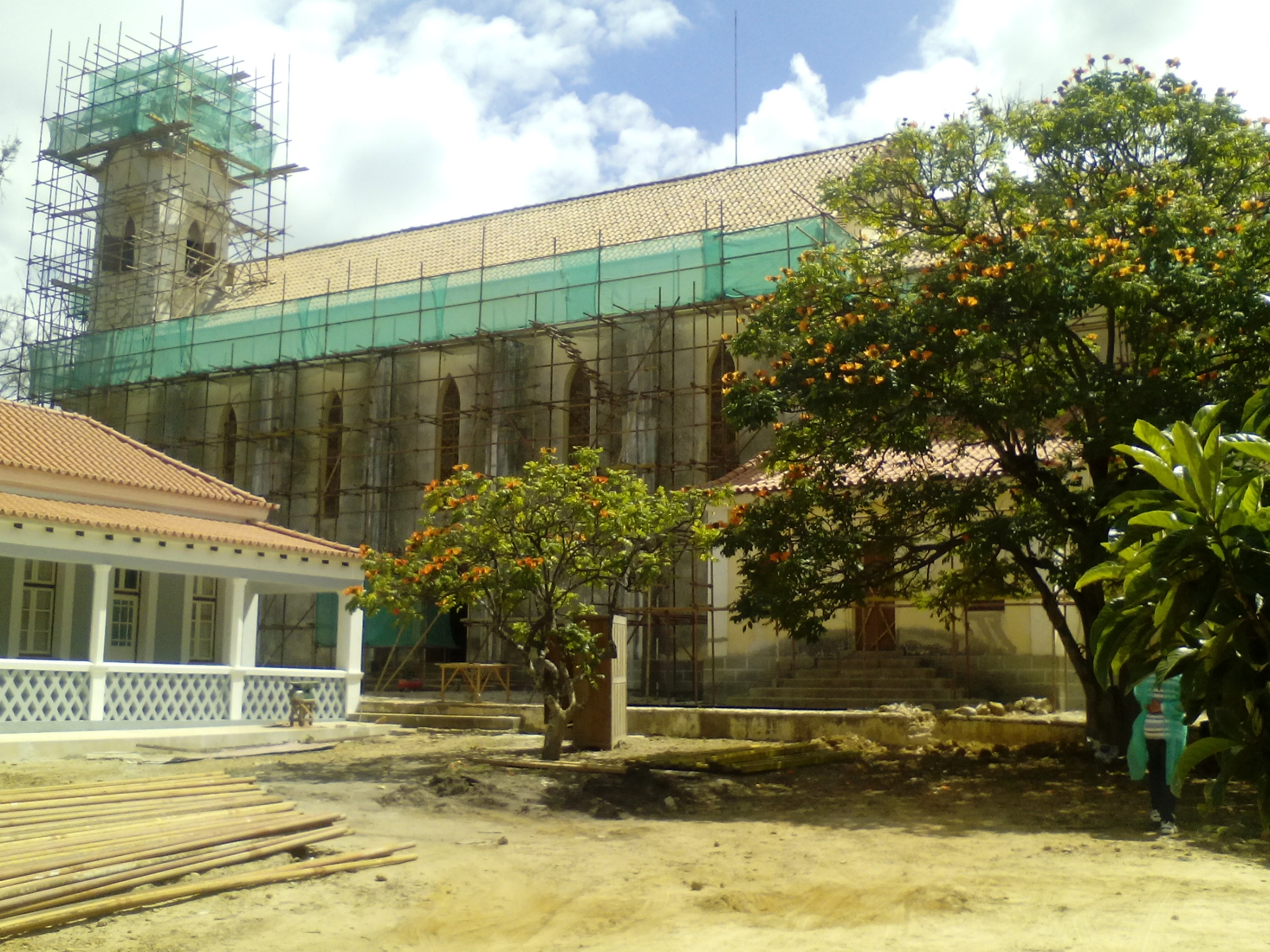
Die katholische Mission der Gemeinde Jau-Chibia (2015)

Chibia ist eine Kleinstadt und ein Landkreis in Angola. Bis 1975 hieß der Ort Vila João de Almeida.

## Geschichte
Entsprechend dem imperialistischen Zeitgeist des Epoche dehnte Portugal gegen Ende des 19. Jahrhunderts die direkte Kontrolle über seine alten Kolonien auch in das Landesinnere Angolas aus. Im Zuge dieser militärischen und administrativen Landnahme wurde am 16. September 1885 die Ortschaft „São Pedro da Chibia“ durch Portugiesen gegründet. Auch Buren siedelten hier.
Am 30. Oktober 1927 wurde der Ort zur Kleinstadt (Vila) erhoben und ist seither Sitz eines eigenen Kreises. Dabei wurde er in „Vila de João de Almeida“ umbenannt, nach João de Almeida, einem portugiesischen Edelmann und königlichen Vertrauten des späten 15. und frühen 16. Jahrhunderts.
Nach der Unabhängigkeit Angolas 1975 legte der Ort seinen portugiesischen Ortsnamen ab und nahm die heutige Bezeichnung an.

## Bevölkerung
Vorherrschende Ethnie im Kreis sind die Nhaneca-Humbe.
Der Kreis Chibia hat etwa 206.000 Einwohner (Schätzung 2014), nach geschätzten 141.000 im Jahr 2011. Die Volkszählung 2014 soll fortan für gesicherte Bevölkerungsdaten sorgen.

## Verwaltung
Chibia ist Sitz eines gleichnamigen Kreises (Município) in der Provinz Huíla. Der Kreis umfasst eine Fläche von 5281 km².
Der Kreis Chibia setzt sich aus vier Gemeinden (Comunas) zusammen:
- Capunda Cavilongo
- Chibia
- Jau
- Quihita

## Söhne und Töchter der Stadt
- Noémia Delgado (1933–2016), portugiesische Filmregisseurin, Filmeditorin und Drehbuchautorin